# Stanisławów (województwo opolskie)
Stanisławów – osada w Polsce położona w województwie opolskim, w powiecie oleskim, w gminie Praszka.
W latach 1975–1998 miejscowość należała administracyjnie do województwa częstochowskiego.